# Нетанья (стадіон)
Стадіон Нетанії (івр. אצטדיון נתניה), широко відомий як The Diamond Stadium — багатофункціональний стадіон у Нетанії, Ізраїль. Він використовується як постійна домашня арена «Маккабі» (Нетанія) та тимчасова арена «Хапоель Хадера». Стадіон також служить національній збірній Ізраїлю з футболу для деяких окремих домашніх матчів, а також є основним домашнім полем юнацької збірної Ізраїлю з футболу з 2021 року.

## Історія
Фінансування стадіону відбувалося шляхом продажу землі, на якій знаходився старий стадіон Сар-Тов до того, як його було знесено для використання під житловий проєкт.
30 вересня 2003 року міністр внутрішніх справ Авраам Пораз затвердив план будівництва стадіону в районі під назвою Біркат Ханун. План передбачав будівництво стадіону на 24 000 місць, що складається з чотирьох окремих трибун. Перші дві трибуни, які будуються, будуть основними східною та західною трибунами. На них розмістяться 36 приватних лож, VIP-зона та зони для преси. Після цього розпочнеться будівництво решти трибун, а також тренувальних майданчиків..
Розкинувшись на 163 дунамах (16,3 га), весь комплекс планується з'єднати залізничним сполученням і мати паркінг на близько 1 000 автомобілів. Архітекторами стадіону були GAB (Goldschmidt Arditty Ben Nayin) Architects, одна з провідних спортивних архітектурних фірм Ізраїлю, що базується в Єрусалимі. Будівництвом керувала компанія Netanya Development Company, яка займалася плануванням проєкту протягом трьох років до початку будівництва.
Будівництво почалося у 2005 році, офіційне відкриття стадіону відбулося 30 жовтня 2012 року. Перша гра була зіграна 4 листопада 2012 року перед переповненим стадіоном, коли «Маккабі» з Нетанії переміг «Хапоель» Тель-Авів з рахунком 2:1. Ахмад Сабаа з Нетанії став першим гравцем, який забив гол на новому стадіоні. Стадіон прийняв фінал Кубка Ізраїлю 2012–13 перед 8621 глядачем. Через тиждень на стадіоні в присутності 4600 глядачів відбувся фінал Молодіжного Кубка.
Це було одне з чотирьох місць проведення Чемпіонату Європи з футболу серед молоді до 21 року 2013, де проводилися три групові матчі та півфінал. Це також був один з чотирьох стадіонів, які приймав Чемпіонат Європи з футболу серед жінок до 19 років 2015 року та фінал турніру.
На стадіоні відбулися два дні відкритих дверей і чемпіонат Чемпіонату світу з лакросу 2018 року.
Перший товариський матч збірна Ізраїлю з футболу провела 6 лютого 2013 року. Ізраїль приймав збірну Фінляндії з футболу та виграв матч з рахунком 2–1.

## Середня відвідуваність
| Команда         | Середня відвідуваність | Сезон      |
| --------------- | ---------------------- | ---------- |
| Маккабі Нетанія | 5046                   | 2012–13 рр |
| Маккабі Нетанія | 3,742                  | 2013–14 рр |
| Маккабі Нетанія | 5978                   | 2014–15 рр |
| Маккабі Нетанія | 4705                   | 2015–16 рр |
| Маккабі Нетанія | 2890                   | 2016–17 рр |
| Маккабі Нетанія | 7390                   | 2017–18 рр |
| Маккабі Нетанія | 5836                   | 2018–19 рр |
| Маккабі Нетанія | 5614                   | 2019–20 рр |
| Маккабі Нетанія | 1412 (через COVID-19)  | 2020–21    |
| Маккабі Нетанія | 6993                   | 2021–22    |

## Міжнародні матчі
| Дата              |                 | Результат   |                   | Турнір                                                                   | Відвідуваність |
| ----------------- | --------------- | ----------- | ----------------- | ------------------------------------------------------------------------ | -------------- |
| 6 лютого 2013     | Ізраїль U-21    | 0-0         | Сербія U-21       | U-21 Товариська гра                                                      | 100            |
| 6 лютого 2013     | Ізраїль         | 2-1         | Фінляндія         | Товариська гра                                                           | 6,150          |
| 5 червня 2013     | Ізраїль U-21    | 2-2         | Норвегія U-21     | 2013 Молодіжний чемпіонат Європи з футболу                               | 10,850         |
| 9 червня 2013     | Німеччина U-21  | 0-1         | Іспанія U-21      | 2013 Молодіжний чемпіонат Європи з футболу                               | 11,750         |
| 12 червня 2013    | Росія U-21      | 1-2         | Німеччина U-21    | 2013 Молодіжний чемпіонат Європи з футболу                               | 8,134          |
| 15 червня 2013    | Іспанія U-21    | 3-0         | Норвегія U-21     | 2013 Молодіжний чемпіонат Європи з футболу                               | 12,048         |
| 5 березня 2014    | Ізраїль         | 1-3         | Словаччина        | Товариська гра                                                           | 7,200          |
| 6 червня 2017     | Ізраїль         | 1-1         | Молдова           | Товариська гра                                                           | 5,000          |
| 24 березня 2018   | Ізраїль         | 1-2         | Румунія           | Товариська гра                                                           | 7,925          |
| 15 листопада 2018 | Ізраїль         | 7-0         | Гватемала         | Товариська гра                                                           | 5,900          |
| 7 вересня 2020    | Ізраїль         | 1-1         | Словаччина        | 2020—2021 Ліга націй УЄФА (Ліга B)                                       | 0              |
| 18 листопада 2020 | Ізраїль         | 1-0         | Шотландія         | 2020—2021 Ліга націй УЄФА (Ліга B)                                       | 0              |
| 15 листопада 2021 | Ізраїль         | 3-2         | Фарерські острови | 2022 Чемпіонат світу з футболу (кваліфікаційний раунд)                   | 6,800          |
| 29 березня 2022   | Ізраїль         | 2-2         | Румунія           | Товариська гра                                                           | 6,970          |
| 25 травня 2022    | Нідерланди U-17 | 2-1         | Італія U-17       | 2022 Чемпіонат Європи з футболу U-17                                     |                |
| 25 травня 2022    | Іспанія U-17    | 1-2         | Португалія U-17   | 2022 Чемпіонат Європи з футболу U-172022 Чемпіонат Європи з футболу U-17 |                |
| 29 травня 2022    | Франція U-17    | 2-2 (6–5 p) | Португалія U-17   | 2022 Чемпіонат Європи з футболу U-172022 Чемпіонат Європи з футболу U-17 |                |
| 29 травня 2022    | Нідерланди U-17 | 2-2 (5–3 p) | Сербія U-17       | 2022 Чемпіонат Європи з футболу U-172022 Чемпіонат Європи з футболу U-17 |                |
| 1 червня 2022     | Франція U-17    | 2-1         | Нідерланди U-17   | 2022 Чемпіонат Європи з футболу U-172022 Чемпіонат Європи з футболу U-17 |                |

## Галерея

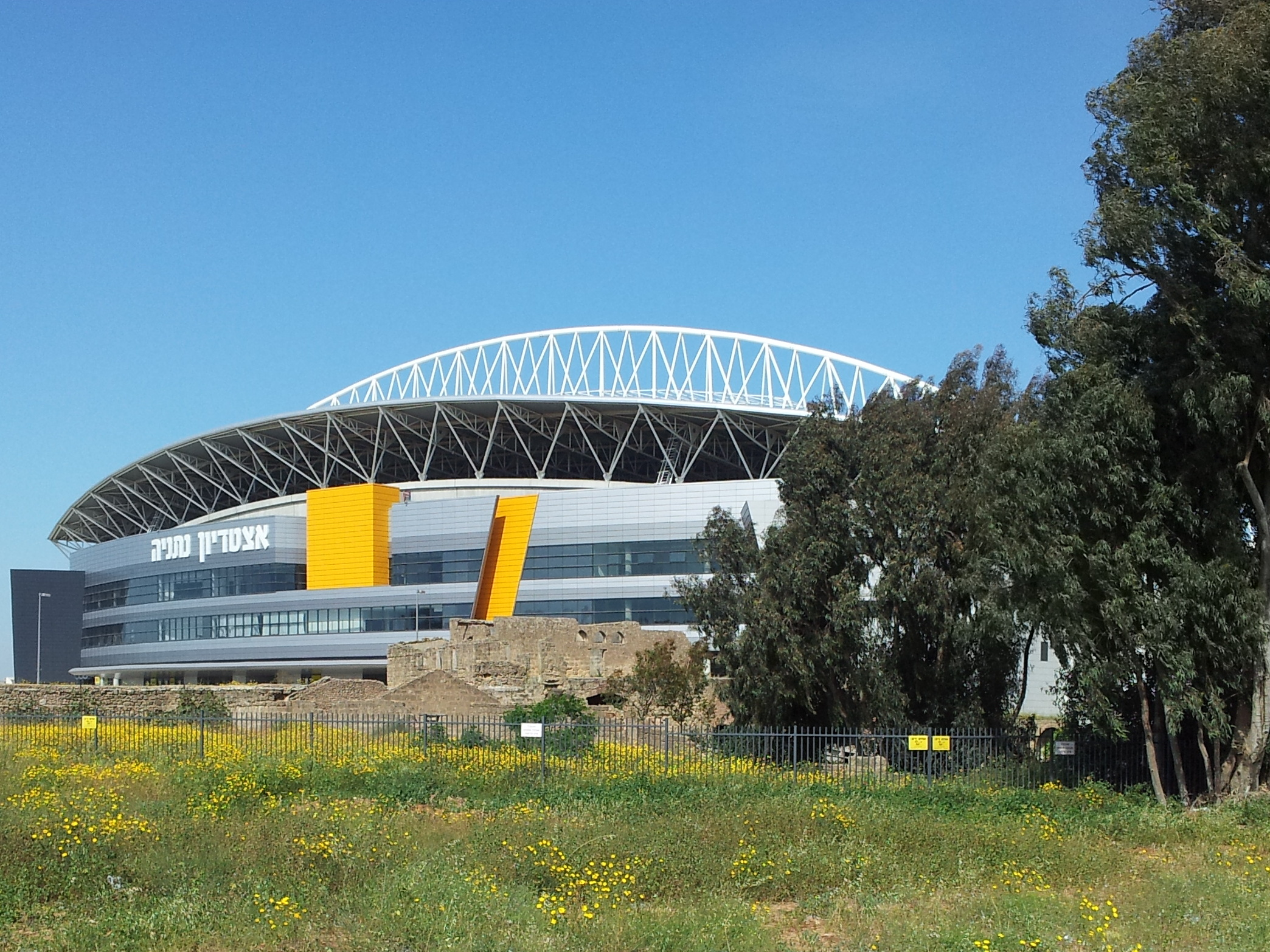
Стадіон Нетанья
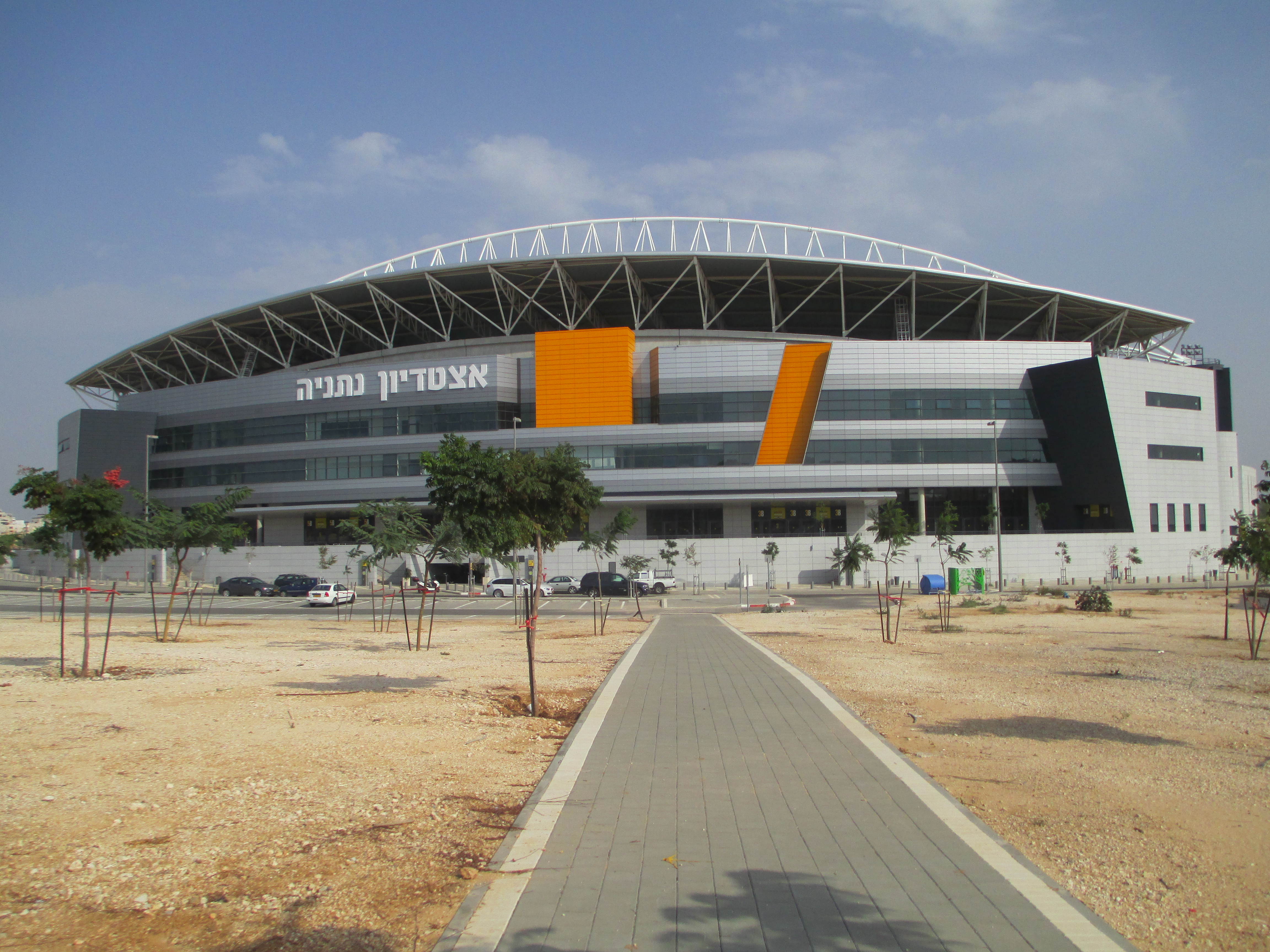
Початковий вхід
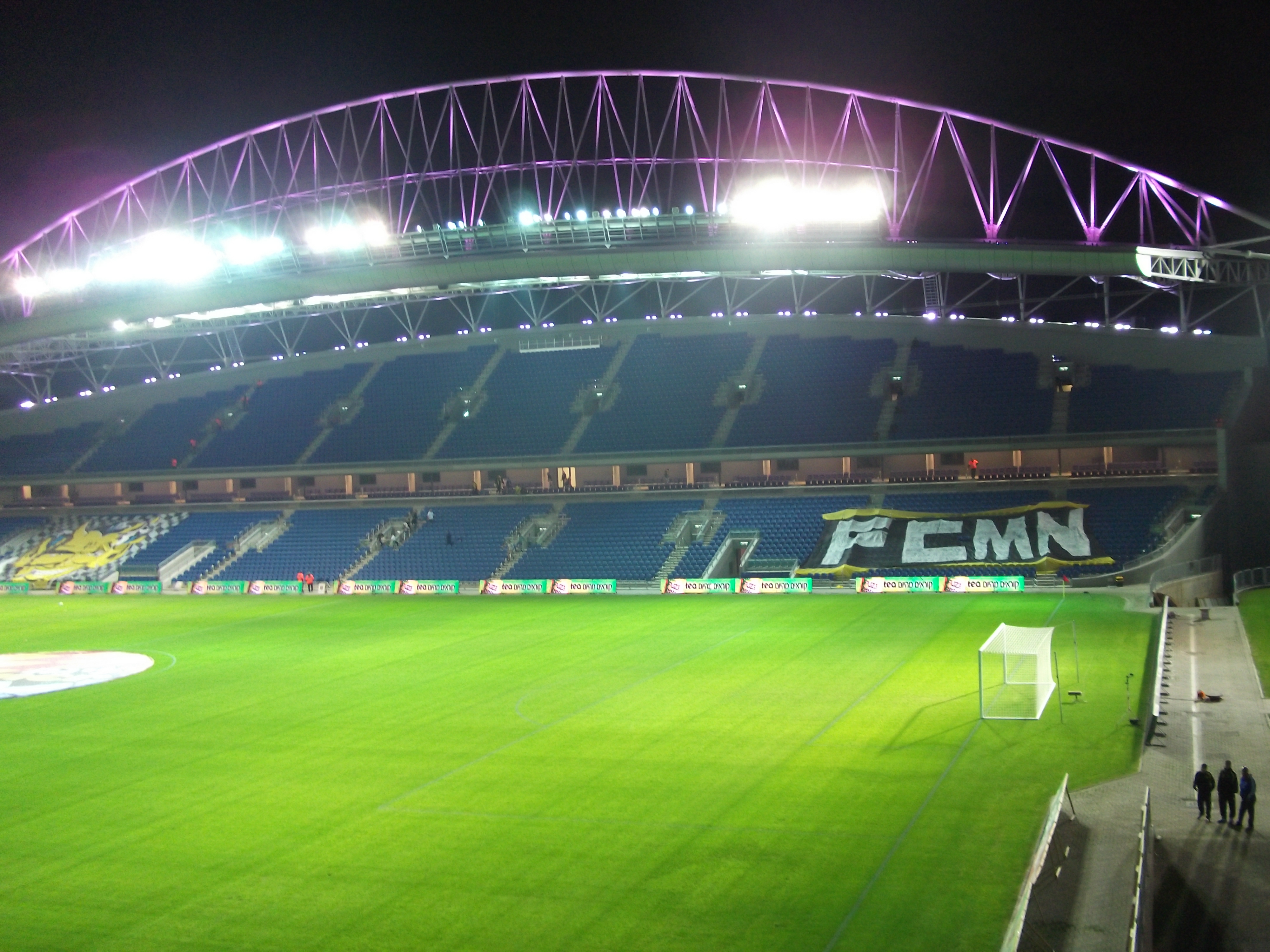
Вид на східну трибуну
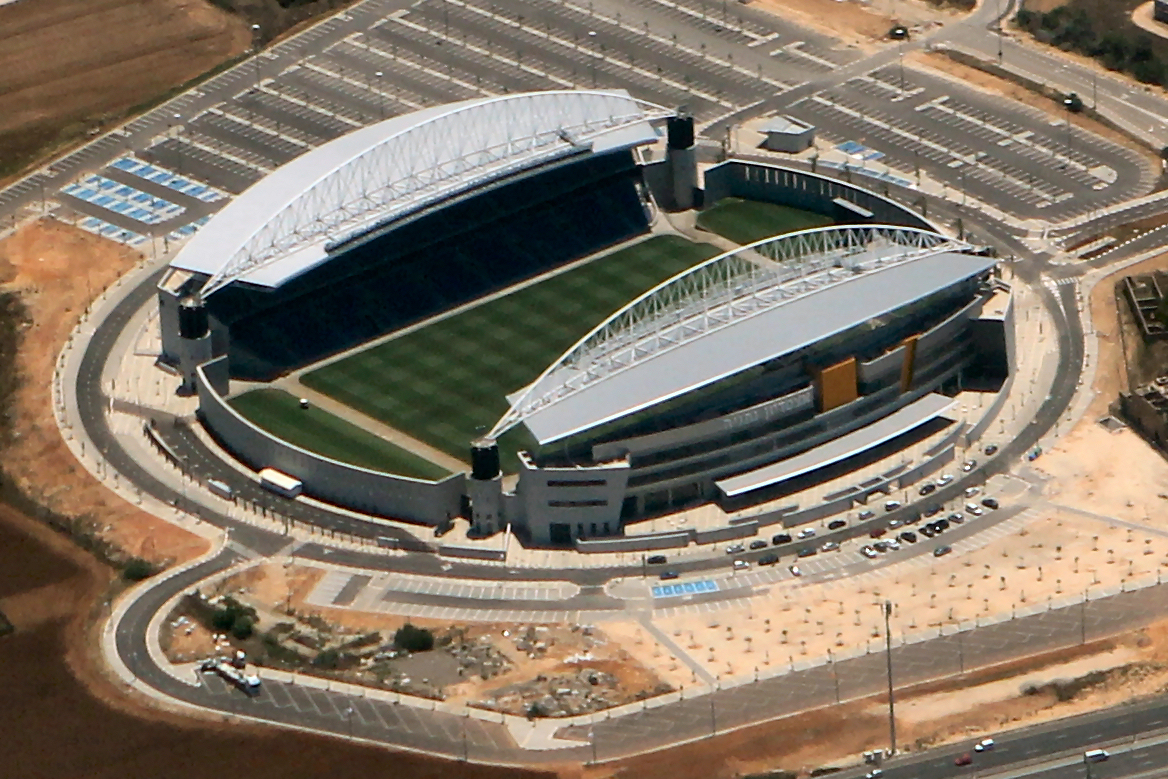
Вид на стадіон Нетанії з висоти пташиного польоту
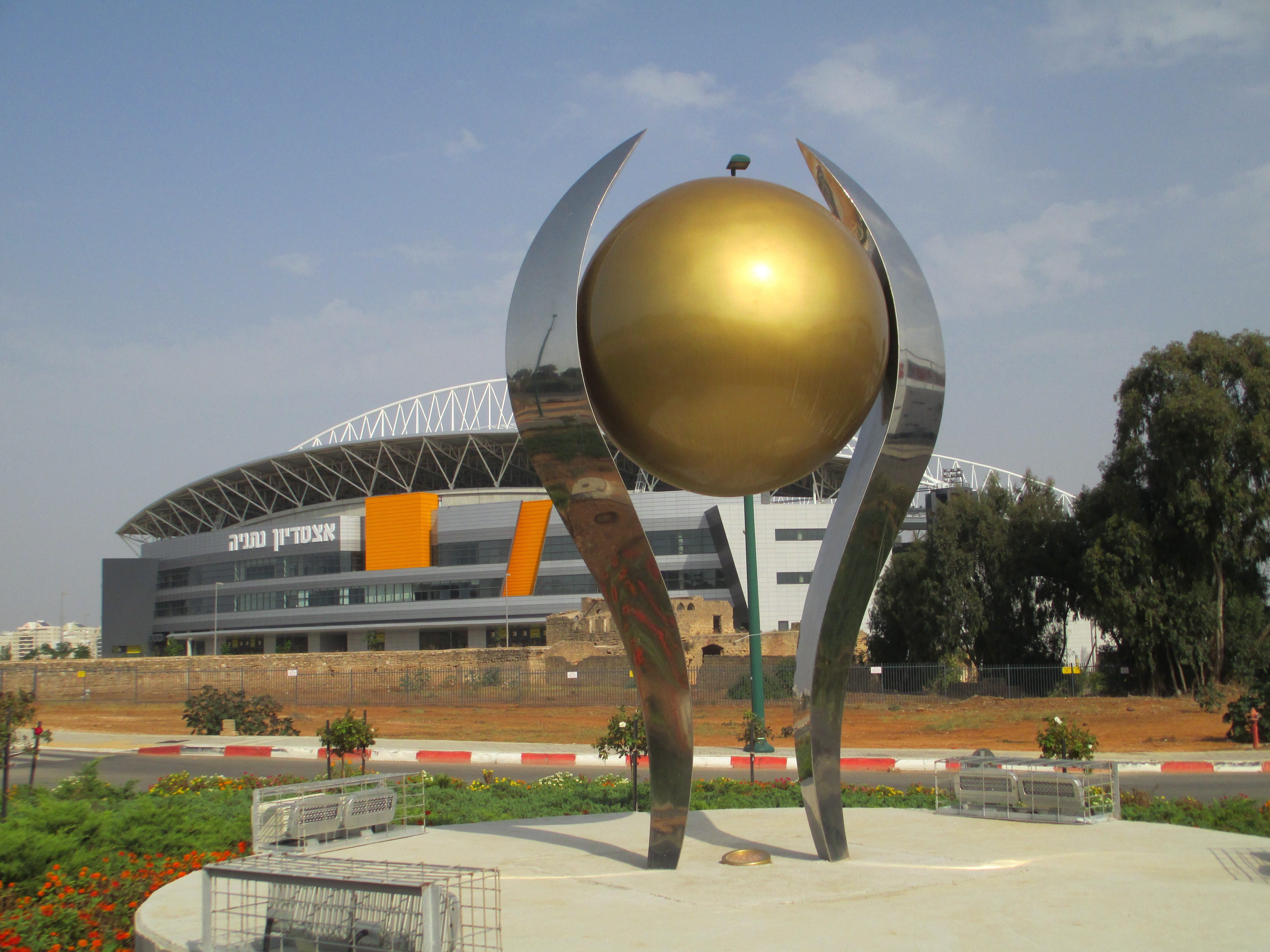
Скульптура «Золотий м'яч» перед стадіоном Нетанії